# شهرستان شمالی
شهرستان شمالی (به لاتین: Nord Department) یک شهرستان در هائیتی است.

## خصوصیات
شهرستان شمالی ۲٬۱۱۴٫۹۱ کیلومترمربع مساحت و ۱٬۰۶۷٬۱۷۷ نفر جمعیت دارد.